# Czesław Czubryt-Borkowski

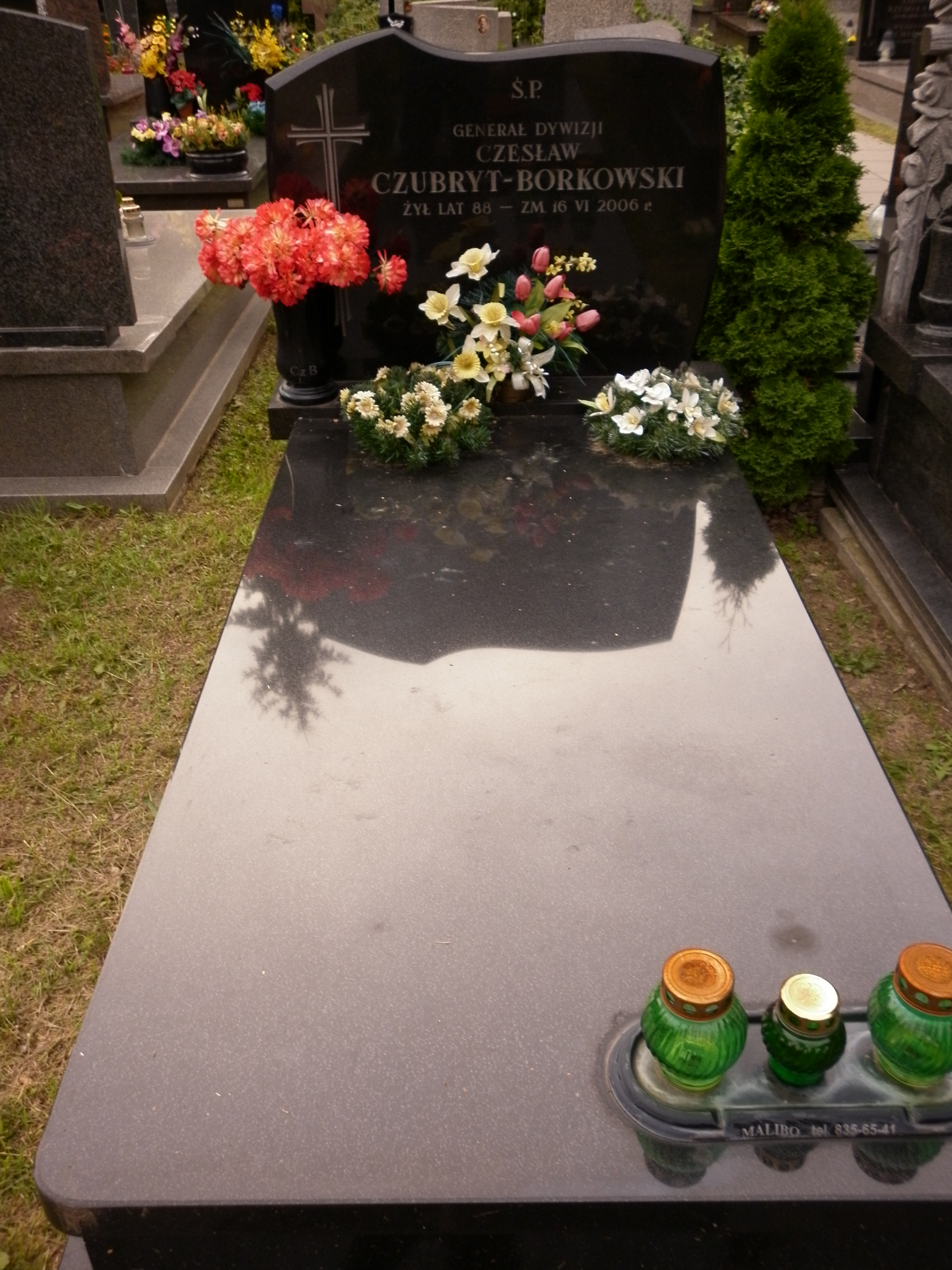
Grób Czesława Czubryta-Borkowskiego na Cmentarzu Powązkowskim w Warszawie

Czesław Jan Czubryt-Borkowski (ur. 18 maja 1918 w Moskwie, zm. 16 czerwca 2006 w Warszawie) – polski dowódca wojskowy, generał dywizji Wojska Polskiego, szef Wojsk Obrony Przeciwlotniczej MON, sekretarz generalny i wiceprzewodniczący Rady Ochrony Pamięci Walk i Męczeństwa (1985–1990).

## Życiorys
Syn Józefa Borkowskiego (1883-1923), oficera gwardii armii rosyjskiej w stopniu sztabskapitana, a później oficera Armii Polskiej gen. Józefa Hallera oraz Wandy z domu Włodarskiej (1887-1956). W 1920 przesiedlony do Polski. Od września 1932 wychowanek Korpusu Kadetów Nr 1 im. Marszałka Józefa Piłsudskiego we Lwowie. W maju 1936 zdał gimnazjalny egzamin dojrzałości typu matematyczno-przyrodniczego. W 1936 rozpoczął naukę w Szkole Podchorążych Artylerii, od lipca do września 1936 przeszedł przeszkolenie unitarne w Różanie, a następnie przeszkolenie w manewrowym pułku artylerii w Toruniu. Latem 1939 jako podchorąży został skierowany na praktykę do 22 Pułku Artylerii Lekkiej 22 Dywizji Piechoty Górskiej w Przemyślu na stanowisko oficera zwiadu baterii. 1 września 1939 promowany na stopień podporucznika. Walczył w kampanii wrześniowej 1939, jednak nie będąc poinformowanym o promocji nie używał wówczas stopnia podporucznika. Został zmobilizowany do 220 dywizjonu artylerii lekkiej. 25 września 1939 lekko ranny i kontuzjowany w rejonie Zamościa. 
Wzięty do niewoli niemieckiej i przewieziony do tymczasowego obozu jenieckiego w Krakowie, skąd zbiegł w październiku 1939. Używając dokumentów zabitego żołnierza WP Czubryt Zbigniew syn Stanisława próbował przedostać się na tereny zajęte przez Armię Czerwoną w celu odnalezienia matki. Nie mogąc odszukać matki  rozpoczął pod zmienionym nazwiskiem pracę jako górnik w kopalni wosku w Borysławiu. W kwietniu 1940 został powołany do służby w Armii Czerwonej. Początkowo pełnił służbę w pułku czołgów w Iziumie koło Charkowa w pododdziale czołgów - miotaczy ognia, a po ukończenia szkoły młodszych dowódców był dowódcą czołgu - miotacza ognia w samodzielnym zmotoryzowanym batalionie chemicznym stacjonującym w Charkowie. Po napaści Niemiec na Związek Sowiecki do sierpnia 1941 brał udział w walkach w rejonie Charkowa i Połtawy. W połowie września 1941 ze względu na polskie pochodzenie został przeniesiony do batalionu budowlanego w Awdijiwce. W październiku 1941 aresztowany za szerzenie nastrojów defetystycznych i internowany przez władze radzieckie na Syberii w Irkucku. W kwietniu 1942 uwolniony od zarzutów rozpoczął pracę jako stolarz, a następnie pomocnik buchaltera w Treście Przemysłu Lekkiego w Irkucku. Nie uzyskał zgody na wstąpienie do Armii Andersa. W maju 1943 zgłosił się do 1 Dywizji Piechoty im. T. Kościuszki w obozie w Sielcach nad Oką. Został zweryfikowany w stopniu podporucznika przez komisję pod przewodnictwem ppłk. Leona Nałęcz-Bukojemskiego. Początkowo był adiutantem zastępcy dowódcy dywizji płk. Bolesława Kieniewicza. Walczył w artylerii w bitwie pod Lenino. Od listopada 1943 dowódca 7 baterii w 1 Pułku Artylerii Lekkiej, od stycznia 1944 pełniący obowiązki szefa sztabu III dywizjonu w 1 Pułku Artylerii Lekkiej. W marcu 1944 został zastępcą dowódcy dywizjonu do spraw wyszkolenia w Centralnej Szkole Podchorążych Polskich Sił Zbrojnych w ZSSR w Riazaniu, a jednocześnie był wykładowcą taktyki artylerii. Od września 1944 w 1 Oficerskiej Szkole Artylerii, która po zakończeniu wojny została ulokowana w Chełmie Lubelskim. Początkowo był w niej zastępcą dowódcy dywizjonu, a od kwietnia 1945 dowódcą dywizjonu.
Po odnalezieniu matki (w Haczowie koło Rymanowa) i uzyskaniu stosownych dokumentów ujawnił swoje prawdziwe dane personalne. Od marca 1945 uzyskał zgodę dowódcy artylerii WP na noszenie nazwiska Czubryt-Borkowski. 
Po wojnie dowodził: artylerią 44 pułku piechoty w Tarnowskich Górach (maj 1945 – luty 1946), 14 dywizjonem artylerii przeciwpancernej w Żarach (luty 1946 – marzec 1947), 33 pułkiem artylerii lekkiej w Żarach (marzec 1947 – wrzesień 1948), 6 pułkiem artylerii lekkiej w Krotoszynie (wrzesień 1948 – lipiec 1949), artylerią 4 Pomorskiej Dywizji Piechoty im. Jana Kilińskiego w Krośnie Odrzańskim (lipiec 1949 – marzec 1954), 8 Dywizją Artylerii Przełamania w miejscowości Szlaga, która na jego wniosek przemianowana została na Bemowo Piskie (marzec 1954 – listopad 1955). Od listopada 1955 do września 1956 ukończył Wyższy Akademicki Kurs Oficerów Artylerii przy Akademii Sztabu Generalnego WP. Od września do października 1956 był dowódcą artylerii Pomorskiego Okręgu Wojskowego, a od listopada 1956 był szefem sztabu Szefostwa Artylerii WP.
W 1957 ukończył eksternistycznie Akademię Sztabu Generalnego im. gen. broni Karola Świerczewskiego w Rembertowie.  Uchwałą Rady Państwa PRL z lipca 1956 mianowany do stopnia generała brygady. Nominację wręczył mu premier Józef Cyrankiewicz. Był organizatorem i pierwszym dowódcą 1 Korpusu Obrony Przeciwlotniczej Obszaru Kraju (od listopada 1957 do września 1959), a następnie szefem Wojsk Obrony Przeciwlotniczej MON (1959–1968). Do stopnia generała dywizji mianowany na mocy uchwały Rady Państwa PRL z 1 października 1963. W latach 1969–1972 pełnomocnik rządu PRL ds. pobytu wojsk radzieckich w Polsce - przewodniczący delegacji polskiej w Polsko-Radzieckiej Komisji Mieszanej. Następnie od listopada 1972 attaché wojskowy przy Ambasadzie PRL w Moskwie. Odwołany w kwietniu 1974 w związku wyjściem za mąż córki za Szweda. 21 stycznia 1975 zwolniony z zawodowej służby wojskowej i przeniesiony w stan spoczynku. 
Członek PPR, a następnie PZPR. Wieloletni sekretarz generalny, a w latach 1985–1990 wiceprzewodniczący Rady Ochrony Pamięci Walk i Męczeństwa. Członek Rady Krajowej PRON od 1983 roku.
Zmarł 16 czerwca 2006 w Warszawie i został pochowany na Cmentarzu Wojskowym na Powązkach.
Był współtwórcą Wojsk Obrony Przeciwlotniczej jako samodzielnego rodzaju wojsk w wojskach lądowych. Organizował Szefostwo Wojsk OPL jako samodzielny organ kierowania rodzajem wojsk.

## Awanse
W trakcie wieloletniej służby wojskowej otrzymywał awanse na kolejne stopnie wojskowe:
- podporucznik - 1 września 1939
- porucznik - 7 września 1943
- kapitan - 15 czerwca 1944
- major - 11 września 1945
- podpułkownik - 1 kwietnia 1947
- pułkownik - 4 października 1952
- generał brygady - 16 lipca 1956
- generał dywizji - 1 października 1963

## Życie prywatne
Mieszkał w Warszawie. Żonaty z Haliną z domu Buzin, dwie córki.

## Odznaczenia
- Krzyż Komandorski Orderu Odrodzenia Polski (1969)[6]
- Krzyż Oficerski Orderu Odrodzenia Polski (1958)
- Order Sztandaru Pracy I klasy (1987)
- Order Sztandaru Pracy II klasy (1964)
- Order Krzyża Grunwaldu III klasy (1945)
- Krzyż Walecznych (1945)
- Złoty Krzyż Zasługi
- Srebrny Krzyż Zasługi
- Srebrny Medal „Zasłużonym na Polu Chwały” (1945)
- Medal 10-lecia Polski Ludowej
- Medal 30-lecia Polski Ludowej
- Medal 40-lecia Polski Ludowej
- Medal „Za udział w wojnie obronnej 1939” (1981)[7]
- Medal za Warszawę 1939–1945
- Medal Zwycięstwa i Wolności 1945
- Złoty Medal „Siły Zbrojne w Służbie Ojczyzny”
- Srebrny Medal „Siły Zbrojne w Służbie Ojczyzny”
- Brązowy Medal „Siły Zbrojne w Służbie Ojczyzny”
- Złoty Medal „Za zasługi dla obronności kraju”
- Srebrny Medal „Za Zasługi dla Obronności Kraju”
- Brązowy Medal „Za Zasługi dla Obronności Kraju”
- Odznaka „Zasłużony Działacz Kultury” (1985)[8]
- Złota odznaka „Za opiekę nad zabytkami” (1985)[9]
- Złote odznaczenie im. Janka Krasickiego (1967)[10]
- Odznaka „Za Zasługi dla ZBoWiD” (1987)[11]
- Złota odznaka honorowa „Za Zasługi dla Warszawy” (1965)[12]
- Odznaka „Zasłużonemu Opolszczyźnie” (1973)[13]
- Order Czerwonego Sztandaru (ZSRR) (1968)
- Order Wojny Ojczyźnianej I klasy (ZSRR) (1985)
- Order Przyjaźni Narodów (ZSRR) (1973)
- Order Czerwonej Gwiazdy (ZSRR) (1943)
- Medal „Za zwycięstwo nad Niemcami w Wielkiej Wojnie Ojczyźnianej 1941–1945” (ZSRR)
- Medal jubileuszowy „Dwudziestolecia zwycięstwa w Wielkiej Wojnie Ojczyźnianej 1941–1945” (ZSRR)
- Odznaka „25-lecia Zwycięstwa w Wielkiej Wojnie Ojczyźnianej 1941–1945” (ZSRR, 1970)[14]
- Medal jubileuszowy „Trzydziestolecia zwycięstwa w Wielkiej Wojnie Ojczyźnianej 1941–1945” (ZSRR)
- Medal jubileuszowy „Czterdziestolecia zwycięstwa w Wielkiej Wojnie Ojczyźnianej 1941–1945” (ZSRR)
- tytuły i odznaki honorowe za zasługi dla 15 województw i miast, w tym dla województwa warszawskiego (1966)
- Honorowy Obywatel Piastowa (1966)